# Nikolaj Il'ič Tolstoj
Conte Nikolaj Il'ič Tolstoj, (in russo Николай Ильич Толстой?) (26 giugno 1794 – Tula, 21 giugno 1837), è stato un ufficiale russo.

## Biografia
All'età di 17 anni intraprese la carriera militare. Partecipò alla guerra del 1812 con il grado di cornetta degli ussari. Partecipò alle battaglie di Dresda e Lipsia e fu promosso al grado tenente-capitano.
Nel 1814 venne fatto prigioniero a St. Aubin ed è stato liberato dalla prigionia dopo la campagna. Al suo ritorno in Russia, l'8 agosto 1814, venne trasferito nel reggimento di cavalleria ed è stato nominato aiutante del tenente generale Andrej Ivanovič Gorchakov. Nel 1817, con il grado di maggiore, venne trasferito nel reggimento degli ussari bielorussi.
Si ritirò nel 1824 con il grado di colonnello.

## Matrimonio
Sposò la principessa Marija Nikolaevna Volkonskaja (1790-1830), figlia di Nikolaj Sergeevič Volkonskij. Ebbero cinque figli:
- Nikolaj Nikolaevič (1823-1860);
- Sergej Nikolaevič (1826-1904);
- Dmitrij Nikolaevič (1827-1856);
- Lev Nikolaevič (1828-1910);
- Marija Nikolaevna (1830-1912).

## Morte
Morì il 21 giugno 1837 a Tula.